# Nordische Skiweltmeisterschaften 2015
Die 50. Nordischen Skiweltmeisterschaften fanden vom 18. Februar bis zum 1. März 2015 im schwedischen Falun statt. Falun war somit nach 1954, 1974 und 1993 zum vierten Mal Austragungsort der Weltmeisterschaften. Zudem hatte 1980 dort auch ein ausgelagertes Rennen dieser Weltmeisterschaften stattgefunden.
Im Programm standen Disziplinen der Sportarten Skispringen, Langlauf und der Nordischen Kombination. Alle Skisprungwettbewerbe sowie die Sprungdurchgänge der Nordischen Kombination wurden auf den beiden Lugnet-Schanzen in Falun ausgetragen. Die Langlaufwettbewerbe und die Laufdisziplinen der Nordischen Kombination fanden ebenfalls im Freizeitgebiet Lugnet statt. Im Wettkampfangebot gab es keine Veränderungen gegenüber der letzten Weltmeisterschaften.

## Wahl des Austragungsortes
Um die Austragung der Weltmeisterschaften bewarben sich mit Oberstdorf, Falun, Lahti und Zakopane ausschließlich Orte, die bereits Ausrichter von Nordischen Skiweltmeisterschaften waren. Beim 47. FIS-Kongress vom 31. Mai bis zum 5. Juni 2010 in Antalya setzte sich Falun im dritten Wahlgang gegen die Mitbewerber durch. Das Ergebnis der Wahlgänge lautete wie folgt:
| Austragungsort | 1. Wahlgang | 2. Wahlgang | 3. Wahlgang |
| -------------- | ----------- | ----------- | ----------- |
| Falun          | 6           | 7           | 8           |
| Lahti          | 5           | 5           | 7           |
| Zakopane       | 3           | 3           | –           |
| Oberstdorf     | 1           | –           | –           |

## Erfolgreiche Nationen und Sportler
Norwegen war mit elf Goldmedaillen die erfolgreichste Nation und stellte mit diesem Ergebnis einen neuen Rekord bei Nordischen Skiweltmeisterschaften auf – der bisherige Rekord lag bei acht Goldmedaillen, ebenfalls aufgestellt von Norwegen bei den Weltmeisterschaften 2011 sowie 2013. Sehr erfolgreich präsentierte sich mit fünf WM-Titeln auch das deutsche Team.
Der norwegische Langläufer Petter Northug war mit vier Goldmedaillen der erfolgreichste Athlet der Weltmeisterschaften. Drei Athleten gab es mit je zwei Goldmedaillen, einer Silber- und einer Bronzemedaille, dies waren die beiden Deutschen Johannes Rydzek – Nordische Kombination – und Severin Freund – Skispringen – sowie Northugs Landsmann Rune Velta – Skispringen. Erfolgreichste Sportlerin war die Norwegerin Therese Johaug, die im Langlauf drei Goldmedaillen gewann. Auch ihre Landsfrau Marit Bjørgen war mit zwei WM-Titeln wieder erfolgreich, wenn vielleicht auch nicht ganz so überragend wie bei vorangegangenen Weltmeisterschaften oder Olympischen Spielen. Die deutsche Skispringerin Carina Vogt war wie schon im Vorjahr bei den Olympischen Winterspielen wieder in bester Verfassung und gewann ebenfalls zwei Goldmedaillen.

## Legende
Kurze Übersicht zur Bedeutung der Symbolik – so üblicherweise auch in sonstigen Veröffentlichungen verwendet:
| DNF | Wettkampf nicht beendet (did not finish)     |
| DNS | nicht am Start (did not start)               |
| DSQ | disqualifiziert                              |
| LPD | überrundet (lapped)                          |
| nq2 | für den zweiten Durchgang nicht qualifiziert |

## Medaillenspiegel
| Platz | Nation      |    |   |   |    |
| ----- | ----------- | -- | - | - | -- |
| 01    | Norwegen    | 11 | 4 | 5 | 20 |
| 02    | Deutschland | 5  | 2 | 1 | 8  |
| 03    | Schweden    | 2  | 4 | 3 | 9  |
| 04    | Frankreich  | 1  | 2 | 3 | 6  |
| 05    | Österreich  | 1  | 2 | 2 | 5  |
| 06    | Russland    | 1  | 1 | 0 | 2  |
| 07    | Italien     | 0  | 1 | 1 | 2  |
| 07    | Japan       | 0  | 1 | 1 | 2  |
| 07    | Kanada      | 0  | 1 | 1 | 2  |
| 07    | USA         | 0  | 1 | 1 | 2  |
| 11    | Schweiz     | 0  | 1 | 0 | 1  |
| 11    | Tschechien  | 0  | 1 | 0 | 1  |
| 13    | Polen       | 0  | 0 | 2 | 1  |
| 14    | Finnland    | 0  | 0 | 1 | 1  |

| Platz | Sportler              |   |   |   |   |
| ----- | --------------------- | - | - | - | - |
| 01    | Petter Northug        | 4 | 0 | 0 | 4 |
| 02    | Johannes Rydzek       | 2 | 1 | 1 | 4 |
| 02    | Rune Velta            | 2 | 1 | 1 | 4 |
| 02    | Severin Freund        | 2 | 1 | 1 | 4 |
| 05    | Johan Olsson          | 1 | 1 | 1 | 1 |
| 05    | François Braud        | 1 | 1 | 1 | 1 |
| 05    | Eric Frenzel          | 1 | 1 | 1 | 1 |
| 05    | Anders Bardal         | 1 | 1 | 1 | 1 |
| 09    | Jason Lamy Chappuis   | 1 | 0 | 2 | 3 |
| 10    | Anders Gløersen       | 1 | 0 | 1 | 2 |
| 11    | Maxim Wylegschanin    | 1 | 0 | 0 | 1 |
| 11    | Bernhard Gruber       | 1 | 0 | 0 | 1 |
| 11    | Finn Hågen Krogh      | 1 | 0 | 0 | 1 |
| 11    | Niklas Dyrhaug        | 1 | 0 | 0 | 1 |
| 11    | Didrik Tønseth        | 1 | 0 | 0 | 1 |
| 11    | Tino Edelmann         | 1 | 0 | 0 | 1 |
| 11    | Fabian Rießle         | 1 | 0 | 0 | 1 |
| 11    | Anders Jacobsen       | 1 | 0 | 0 | 1 |
| 11    | Anders Fannemel       | 1 | 0 | 0 | 1 |
| 11    | Richard Freitag       | 1 | 0 | 0 | 1 |
| 21    | Gregor Schlierenzauer | 0 | 2 | 0 | 2 |
| 22    | Stefan Kraft          | 0 | 1 | 1 | 2 |
| 22    | Alex Harvey           | 0 | 1 | 1 | 2 |
| 22    | Maurice Manificat     | 0 | 1 | 1 | 2 |
| 22    | Magnus Moan           | 0 | 1 | 1 | 2 |
| 22    | Håvard Klemetsen      | 0 | 1 | 1 | 2 |
| 27    | Dario Cologna         | 0 | 1 | 0 | 1 |
| 27    | Lukáš Bauer           | 0 | 1 | 0 | 1 |
| 27    | Alessandro Pittin     | 0 | 1 | 0 | 1 |
| 27    | Alexei Petuchow       | 0 | 1 | 0 | 1 |
| 27    | Nikita Krjukow        | 0 | 1 | 0 | 1 |
| 27    | Daniel Rickardsson    | 0 | 1 | 0 | 1 |
| 27    | Marcus Hellner        | 0 | 1 | 0 | 1 |
| 27    | Calle Halfvarsson     | 0 | 1 | 0 | 1 |
| 27    | Mikko Kokslien        | 0 | 1 | 0 | 1 |
| 27    | Jørgen Graabak        | 0 | 1 | 0 | 1 |
| 27    | Michael Hayböck       | 0 | 1 | 0 | 1 |
| 27    | Manuel Poppinger      | 0 | 1 | 0 | 1 |
| 39    | Ola Vigen Hattestad   | 0 | 0 | 1 | 1 |
| 39    | Dietmar Nöckler       | 0 | 0 | 1 | 1 |
| 39    | Federico Pellegrino   | 0 | 0 | 1 | 1 |
| 39    | Jean-Marc Gaillard    | 0 | 0 | 1 | 1 |
| 39    | Robin Duvillard       | 0 | 0 | 1 | 1 |
| 39    | Adrien Backscheider   | 0 | 0 | 1 | 1 |
| 39    | Maxime Laheurte       | 0 | 0 | 1 | 1 |
| 39    | Sébastien Lacroix     | 0 | 0 | 1 | 1 |
| 39    | Piotr Żyła            | 0 | 0 | 1 | 1 |
| 39    | Klemens Murańka       | 0 | 0 | 1 | 1 |
| 39    | Jan Ziobro            | 0 | 0 | 1 | 1 |
| 39    | Kamil Stoch           | 0 | 0 | 1 | 1 |
| 39    | Noriaki Kasai         | 0 | 0 | 1 | 1 |
| 39    | Taku Takeuchi         | 0 | 0 | 1 | 1 |

| Platz | Sportlerin                 |   |   |   |   |
| ----- | -------------------------- | - | - | - | - |
| 01    | Therese Johaug             | 3 | 0 | 0 | 3 |
| 02    | Marit Bjørgen              | 2 | 1 | 0 | 3 |
| 03    | Carina Vogt                | 2 | 0 | 0 | 2 |
| 04    | Charlotte Kalla            | 1 | 1 | 2 | 4 |
| 05    | Astrid Uhrenholdt Jacobsen | 1 | 1 | 0 | 2 |
| 06    | Maiken Caspersen Falla     | 1 | 0 | 1 | 2 |
| 07    | Ingvild Flugstad Østberg   | 1 | 0 | 0 | 1 |
| 07    | Heidi Weng                 | 1 | 0 | 0 | 1 |
| 07    | Katharina Althaus          | 1 | 0 | 0 | 1 |
| 10    | Stina Nilsson              | 0 | 3 | 0 | 3 |
| 11    | Yūki Itō                   | 0 | 1 | 1 | 2 |
| 12    | Jessie Diggins             | 0 | 1 | 0 | 1 |
| 12    | Ida Ingemarsdotter         | 0 | 1 | 0 | 1 |
| 12    | Sofia Bleckur              | 0 | 1 | 0 | 1 |
| 12    | Maria Rydqvist             | 0 | 1 | 0 | 1 |
| 12    | Line Jahr                  | 0 | 1 | 0 | 1 |
| 12    | Maren Lundby               | 0 | 1 | 0 | 1 |
| 18    | Caitlin Gregg              | 0 | 0 | 1 | 1 |
| 18    | Daniela Iraschko-Stolz     | 0 | 0 | 1 | 1 |
| 18    | Justyna Kowalczyk          | 0 | 0 | 1 | 1 |
| 18    | Sylwia Jaśkowiec           | 0 | 0 | 1 | 1 |
| 18    | Aino-Kaisa Saarinen        | 0 | 0 | 1 | 1 |
| 18    | Kerttu Niskanen            | 0 | 0 | 1 | 1 |
| 18    | Riitta-Liisa Roponen       | 0 | 0 | 1 | 1 |
| 18    | Krista Pärmäkoski          | 0 | 0 | 1 | 1 |
| 18    | Sara Takanashi             | 0 | 0 | 1 | 1 |

## Resultate Skilanglauf Männer

### Sprint klassisch – 1,4 km

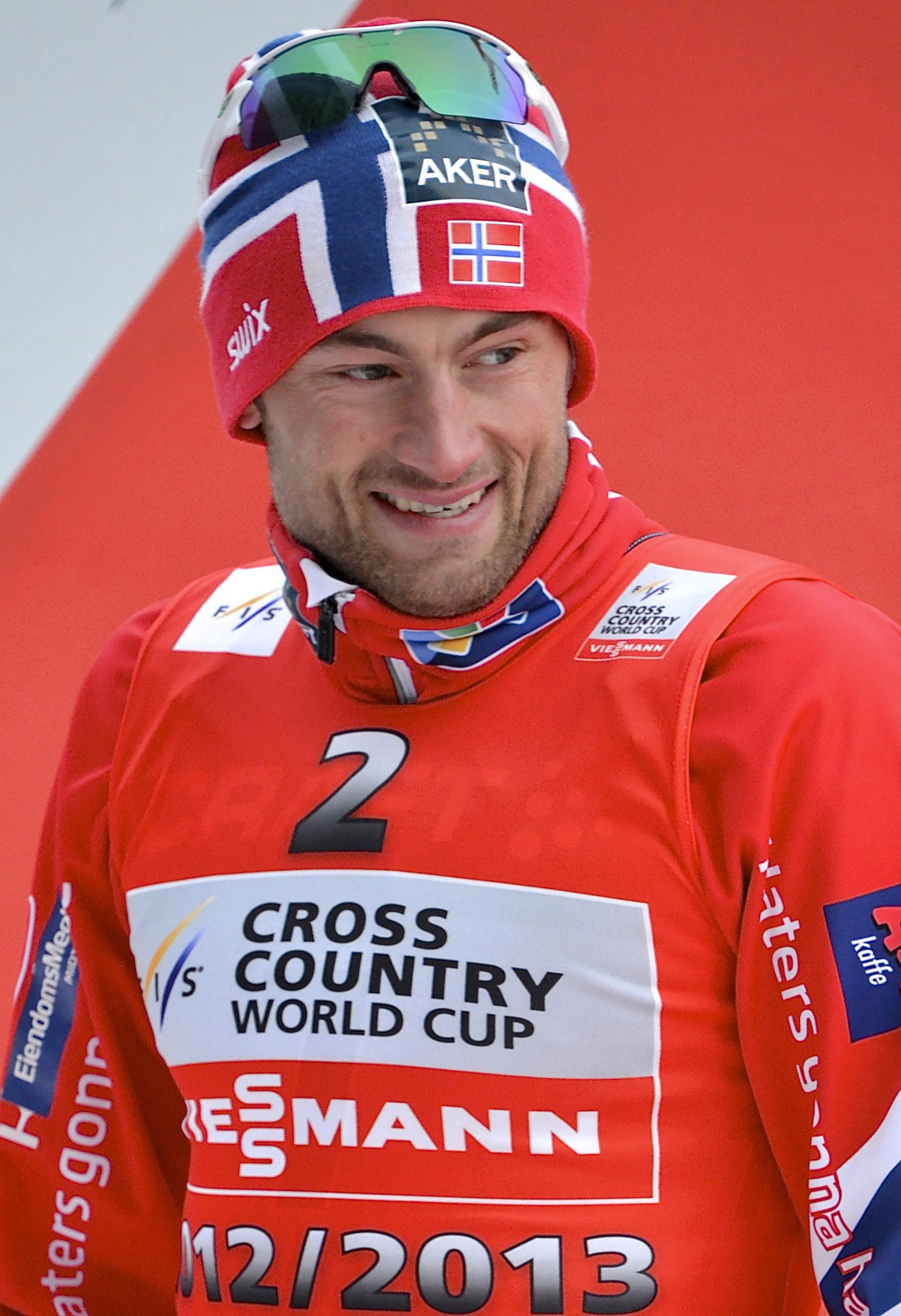
Zweimal Team- und zweimal Einzelgold gab es diesmal für Petter Northug

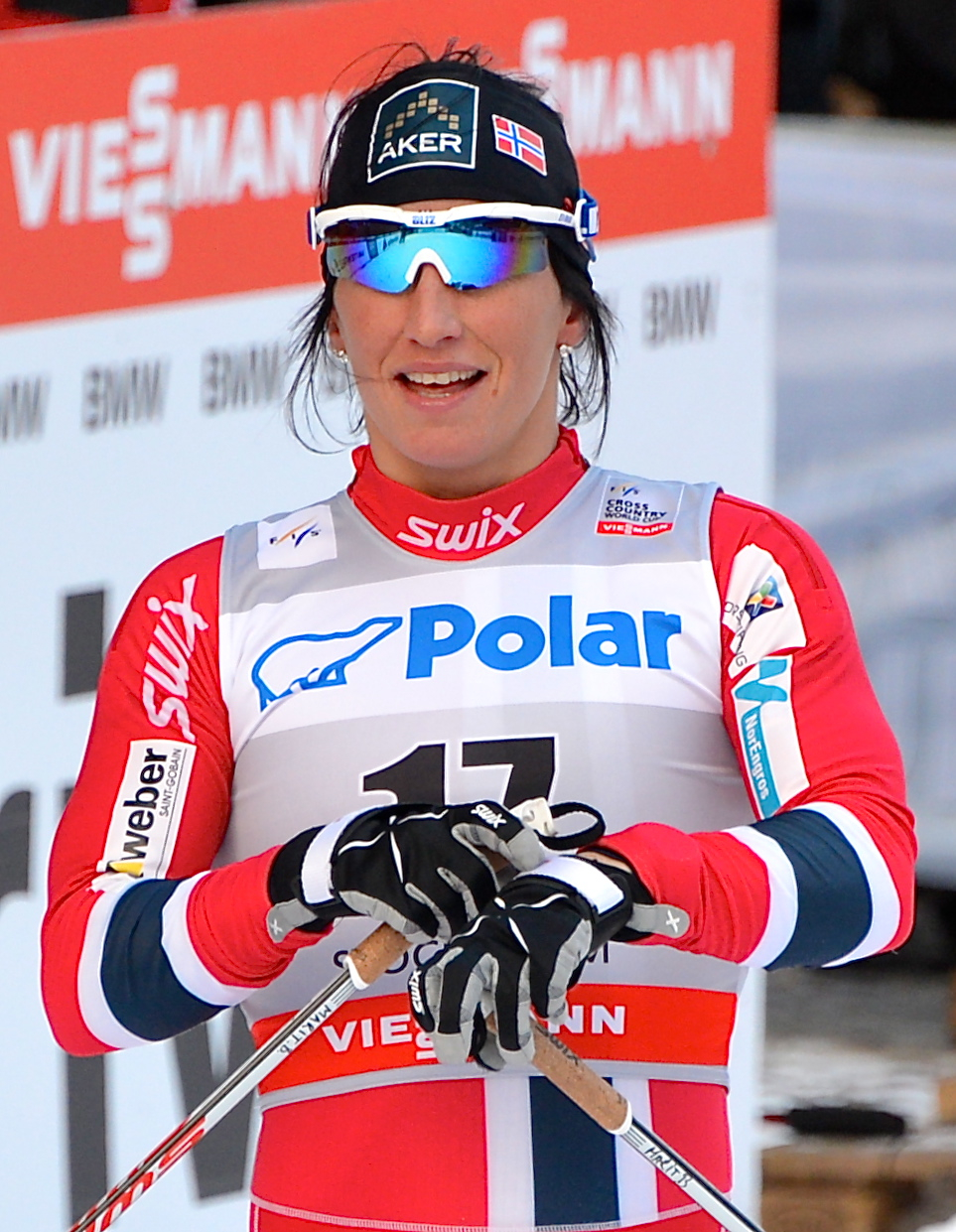
Auch hier in Falun gab es wieder zwei WM-Titel für Marit Bjørgen

| Platz | Sportler                     | Zeit/Rückstand [min] |  |
| ----- | ---------------------------- | -------------------- |  |
| 1     | Petter Northug               | 003:02,35            |  |
| 2     | Alex Harvey                  | +0:00,05             |  |
| 3     | Ola Vigen Hattestad          | +0:00,35             |  |
| 4     | Nikita Walerjewitsch Krjukow | +0:00,38             |  |
| 5     | Federico Pellegrino          | +0:00,67             |  |
| 6     | Tomas Northug                | +0:17,28             |  |
|       |                              |                      |  |
| 7     | Teodor Peterson              | Semifinals           |  |
| 8     | Ueli Schnider                | Semifinals           |  |
| 9     | Ristomatti Hakola            | Semifinals           |  |
| 10    | Toni Ketelä                  | Semifinals           |  |
| 11    | Eirik Brandsdal              | Semifinals           |  |
| 12    | Simeon Hamilton              | Semifinals           |  |
| …     | …                            |                      |  |
| 19    | Dominik Baldauf              | Viertelfinals        |  |
| 21    | Jovian Hediger               | Viertelfinals        |  |
| 23    | Sebastian Eisenlauer         | Viertelfinals        |  |
| 27    | Gianluca Cologna             | Viertelfinals        |  |
| 28    | Tim Tscharnke                | Viertelfinals        |  |
| 46    | Thomas Bing                  | Qualifikation        |  |
| 47    | Markus Bader                 | Qualifikation        |  |

Weltmeister 2013:  Nikita Krjukow
Olympiasieger 2014:  Ola Vigen Hattestad
Datum: 19. Februar 2015

### Team-Sprint Freistil – 6 × 1,4 km
| Platz | Land        | Sportler                            | Zeit [min] |
| ----- | ----------- | ----------------------------------- | ---------- |
| 1     | Norwegen    | Finn Hågen Krogh Petter Northug     | 15:32,89   |
| 2     | Russland    | Alexei Petuchow Nikita Krjukow      | 15:38,53   |
| 3     | Italien     | Dietmar Nöckler Federico Pellegrino | 15:38,62   |
| 4     | Deutschland | Thomas Bing Tim Tscharnke           | 15:39,00   |
| 5     | Finnland    | Ville Nousiainen Martti Jylhä       | 15:46,55   |
| 6     | Tschechien  | Aleš Razým Dušan Kožíšek            | 15:49,62   |
| 7     | USA         | Andrew Newell Simeon Hamilton       | 15:50,37   |
| 8     | Polen       | Maciej Kreczmer Maciej Staręga      | 15:59,35   |
| 9     | Schweden    | Calle Halfvarsson Teodor Peterson   | 16:20,32   |
| 10    | Frankreich  | Robin Duvillard Baptiste Gros       | 16:33,93   |
| …     | …           | …                                   | …          |
| 12    | Österreich  | Harald Wurm Bernhard Tritscher      | Halbfinals |
| 15    | Schweiz     | Roman Schaad Gianluca Cologna       | Halbfinals |

Weltmeister 2013:  (Nikita Krjukow – Alexei Petuchow)
Olympiasieger 2014:  (Sami Jauhojärvi – Iivo Niskanen)
Datum: 22. Februar 2015

### 15 km Freistil
| Platz | Sportler             | Zeit [min] |
| ----- | -------------------- | ---------- |
| 1     | Johan Olsson         | 35:01,6    |
| 2     | Maurice Manificat    | 35:19,4    |
| 3     | Anders Gløersen      | 35:20,8    |
| 4     | Marcus Hellner       | 35:41,4    |
| 5     | Finn Hågen Krogh     | 35:49,2    |
| 6     | Bernhard Tritscher   | 35:55,0    |
| 7     | Lukáš Bauer          | 35:56,3    |
| 8     | Chris Jespersen      | 35:58,8    |
| 9     | Sjur Røthe           | 36:02,8    |
| 10    | Jewgeni Below        | 36:06,3    |
| …     | …                    | …          |
| 15    | Toni Livers          | 36:21,5    |
| 18    | Dario Cologna        | 36:38,2    |
| 27    | Roland Clara         | 37:17,1    |
| 31    | Jonas Dobler         | 37:27,8    |
| 35    | Florian Notz         | 37:39,3    |
| 36    | Jonas Baumann        | 37:41,2    |
| 38    | Max Hauke            | 37:49,3    |
| 43    | David Hofer          | 38:15,2    |
| 45    | Dominik Baldauf      | 38:17,3    |
| 50    | Sebastian Eisenlauer | 38:58,0    |

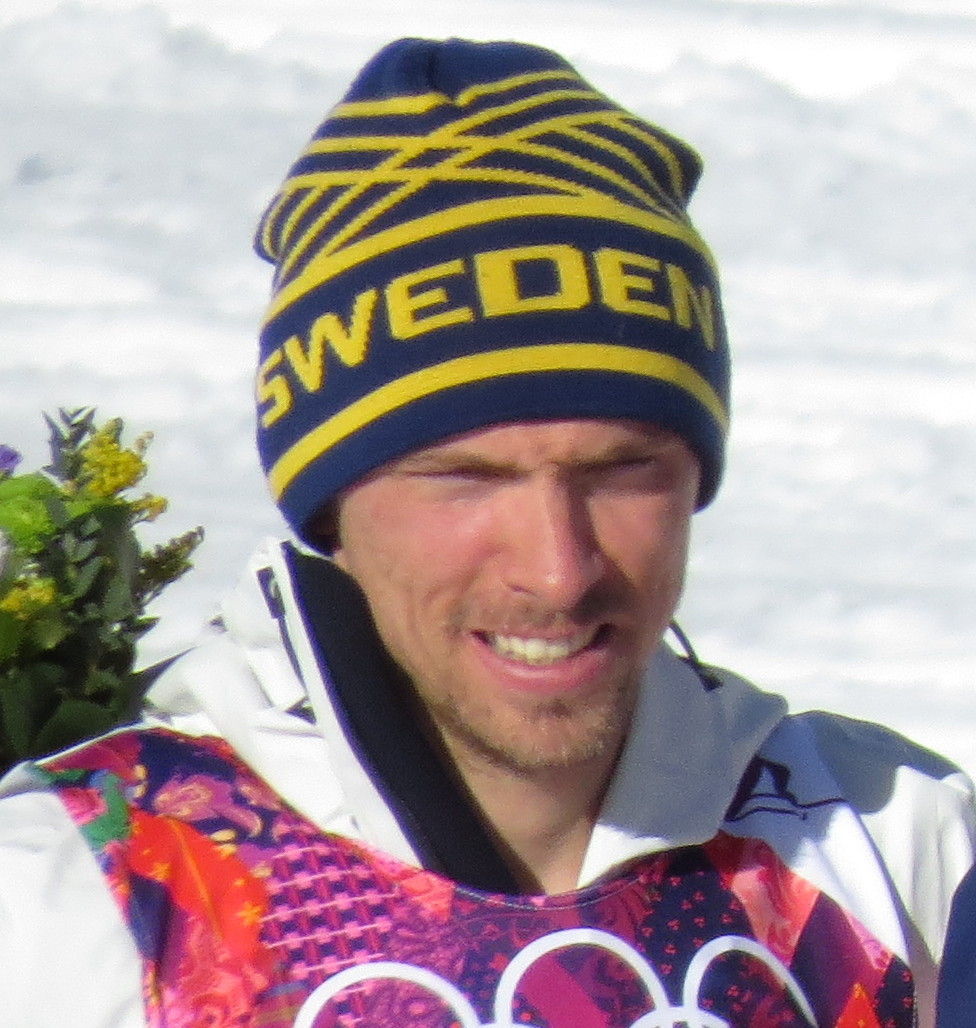
Der 50-km-Weltmeister von 2013 Johan Olsson siegte hier über 15 Kilometer

Weltmeister 2013 (Freistil):  Petter Northug
Olympiasieger 2014 (klassisch):  Dario Cologna
Datum: 25. Februar 2015

### 30 km Skiathlon

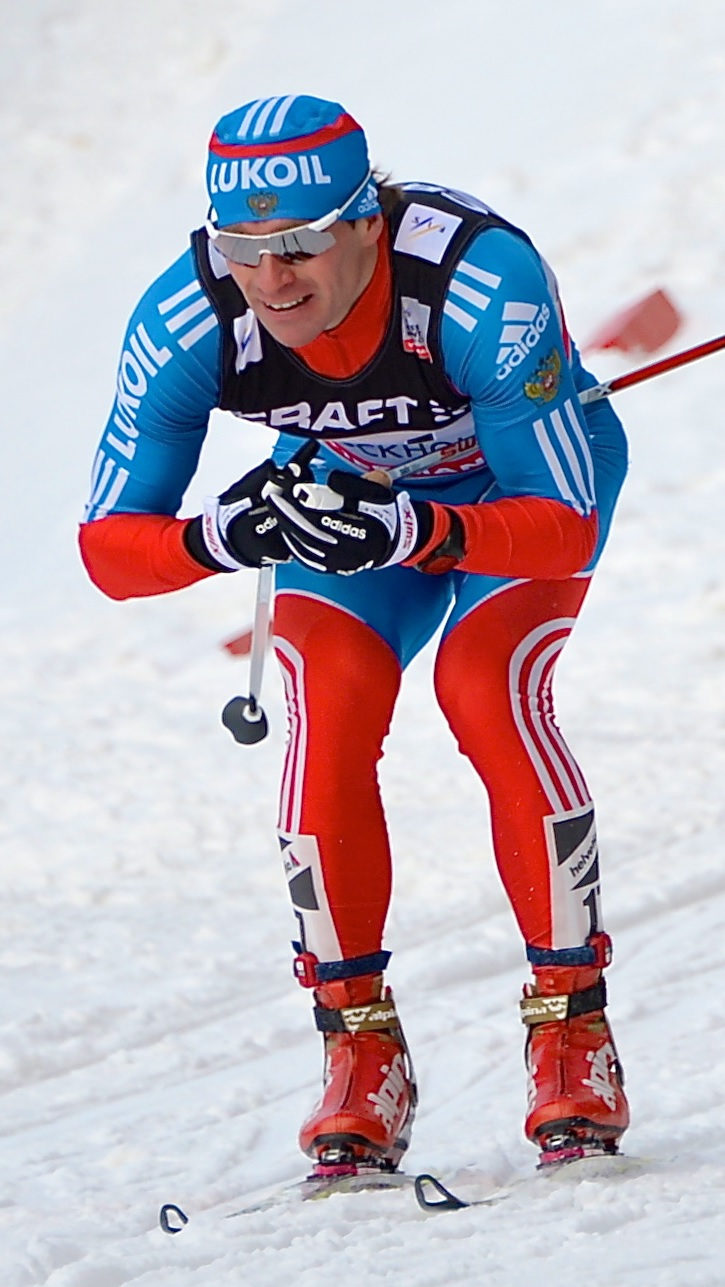
Der Skiathlon-Sieger Maxim Wylegschanin

| Platz | Sportler           | Zeit [h]  |
| ----- | ------------------ | --------- |
| 1     | Maxim Wylegschanin | 1:16:25,9 |
| 2     | Dario Cologna      | 1:16:26,3 |
| 3     | Alex Harvey        | 1:16:27,5 |
| 4     | Didrik Tønseth     | 1:16:29,3 |
| 5     | Maurice Manificat  | 1:16:36,1 |
| 6     | Calle Halfvarsson  | 1:16:48,7 |
| 7     | Niklas Dyrhaug     | 1:16:51,8 |
| 8     | Jewgeni Below      | 1:16:52,6 |
| 9     | Jean-Marc Gaillard | 1:16:53,5 |
| 10    | Marcus Hellner     | 1:16:57,8 |
| …     | …                  | …         |
| 27    | Jonas Dobler       | 1:19:19,6 |
| 30    | Jonas Baumann      | 1:19:25,9 |
| 42    | Max Hauke          | 1:22:29,6 |
| 47    | Florian Notz       | 1:24:07,3 |

Weltmeister 2013:  Dario Cologna
Olympiasieger 2014:  Dario Cologna
Datum: 21. Februar 2015

### 50 km klassisch Massenstart
| Platz | Sportler               | Zeit [h]  |
| ----- | ---------------------- | --------- |
| 1     | Petter Northug         | 2:26:02,1 |
| 2     | Lukáš Bauer            | 2:26:03,8 |
| 3     | Johan Olsson           | 2:26:04,1 |
| 4     | Maxim Wylegschanin     | 2:26:04,9 |
| 5     | Alex Harvey            | 2:26:08,1 |
| 6     | Dario Cologna          | 2:26:11,6 |
| 7     | Alexei Poltoranin      | 2:26:12,2 |
| 8     | Didrik Tønseth         | 2:26:12,2 |
| 9     | Daniel Rickardsson     | 2:26:16,7 |
| 10    | Alexander Bessmertnych | 2:26:19,6 |
| …     | …                      | …         |
| 18    | Jonas Baumann          | 2:27:38,0 |
| 28    | Bernhard Tritscher     | 2:29:17,4 |
| 41    | Sebastian Eisenlauer   | 2:36:28,1 |
| 42    | Thomas Bing            | 2:40:14,2 |

Weltmeister 2013 (klassisch):  Johan Olsson
Olympiasieger 2014 (Freistil):  Alexander Legkow
Datum: 1. März 2015

### 4 × 10-km-Staffel
| Platz | Land        | Sportler                                                                 | Zeit [h]  |
| ----- | ----------- | ------------------------------------------------------------------------ | --------- |
| 1     | Norwegen    | Niklas Dyrhaug Didrik Tønseth Anders Gløersen Petter Northug             | 1:34:18,5 |
| 2     | Schweden    | Daniel Rickardsson Johan Olsson Marcus Hellner Calle Halfvarsson         | 1:34:19,1 |
| 3     | Frankreich  | Jean-Marc Gaillard Maurice Manificat Robin Duvillard Adrien Backscheider | 1:34:27,4 |
| 4     | Russland    | Maxim Wylegschanin Alexander Bessmertnych Alexander Legkow Jewgeni Below | 1:34:49,5 |
| 5     | Schweiz     | Ueli Schnider Dario Cologna Jonas Baumann Toni Livers                    | 1:36:21,5 |
| 6     | Italien     | Francesco De Fabiani Dietmar Nöckler Roland Clara Federico Pellegrino    | 1:36:45,7 |
| 7     | Deutschland | Jonas Dobler Thomas Bing Florian Notz Tim Tscharnke                      | 1:36:57,5 |
| 8     | Finnland    | Sami Jauhojärvi Iivo Niskanen Matti Heikkinen Ville Nousiainen           | 1:36:57,5 |
| 9     | Tschechien  | Aleš Razým Martin Jakš Dušan Kožíšek Petr Knop                           | 1:37:03,1 |
| 10    | Kanada      | Alex Harvey Graeme Killick Ivan Babikov Len Väljas                       | 1:37:22,0 |
| 11    | USA         | Erik Bjornsen Noah Hoffman Kyle Bratrud Simeon Hamilton                  | 1:37:23,4 |
| 12    | Japan       | Akira Lenting Keishin Yoshida Takatsugu Uda Hiroyuki Miyazawa            | 1:38:08,5 |
| 13    | Kasachstan  | Alexei Poltaranin Jewgeni Welitschko Nikolai Tschebotko Rinat Muchin     | 1:38:28,6 |
| 14    | Belarus     | Michail Sjamjonau Aljaksandr Woranau Sjarhej Dalidowitsch Jury Astapenka | LPD       |
| 15    | Polen       | Maciej Kreczmer Sebastian Gazurek Jan Antolec Maciej Staręga             | LPD       |
| 16    | Estland     | Karel Tammjärv Aivar Rehemaa Raido Ränkel Peeter Kümmel                  | LPD       |
| 17    | Ukraine     | Oleksij Krassowskyj Andrij Orlyk Ruslan Perechoda Kostyantyn Jerjomenko  | LPD       |

Weltmeister 2013:  (Tord Asle Gjerdalen, Eldar Rønning, Sjur Røthe, Petter Northug)

Olympiasieger 2014:  (Lars Nelson, Daniel Rickardsson, Johan Olsson, Marcus Hellner)
Datum: 27. Februar 2015
Die Staffeln ab Platz vierzehn wurden nach Überrundung aus dem Rennen genommen.

## Resultate Skilanglauf Frauen

### Sprint klassisch – 1,4 km
| Platz | Sportler                 | Zeit/Rückstand [min] |  |
| ----- | ------------------------ | -------------------- |  |
| 1     | Marit Bjørgen            | 003:26,63            |  |
| 2     | Stina Nilsson            | +0:00,42             |  |
| 3     | Maiken Caspersen Falla   | +0:00,99             |  |
| 4     | Justyna Kowalczyk        | +0:01,43             |  |
| 5     | Kari Vikhagen Gjeitnes   | +0:06,10             |  |
| 6     | Ingvild Flugstad Østberg | +0:10,47             |  |
|       |                          |                      |  |
| 7     | Kerttu Niskanen          | Halbfinals           |  |
| 8     | Alena Procházková        | Halbfinals           |  |
| 9     | Celine Brun-Lie          | Halbfinals           |  |
| 10    | Sophie Caldwell          | Halbfinals           |  |
| 11    | Katja Višnar             | Halbfinals           |  |
| 12    | Ida Ingemarsdotter       | Halbfinals           |  |
| 13    | Sandra Ringwald          | Viertelfinals        |  |
| …     | …                        | Viertelfinals        |  |
| 17    | Denise Herrmann          | Viertelfinals        |  |
| 27    | Laurien van der Graaff   | Viertelfinals        |  |
| 30    | Hanna Kolb               | Qualifikation        |  |
| 31    | Kateřina Smutná          | Qualifikation        |  |
| 38    | Victoria Carl            | Qualifikation        |  |

Weltmeisterin 2013:  Marit Bjørgen
Olympiasiegerin 2014:  Maiken Caspersen Falla
Datum: 19. Februar 2015

### Team-Sprint Freistil – 6 × 1,2 km
| Platz | Land        | Sportlerinnen                                   | Zeit [min] |
| ----- | ----------- | ----------------------------------------------- | ---------- |
| 1     | Norwegen    | Ingvild Flugstad Østberg Maiken Caspersen Falla | 14:29,57   |
| 2     | Schweden    | Ida Ingemarsdotter Stina Nilsson                | 14:37,74   |
| 3     | Polen       | Justyna Kowalczyk Sylwia Jaśkowiec              | 14:38,05   |
| 4     | Deutschland | Nicole Fessel Denise Herrmann                   | 14:41,14   |
| 5     | Russland    | Anastassija Dozenko Natalja Matwejewa           | 14:58,76   |
| 6     | Frankreich  | Coraline Thomas Hugue Célia Aymonier            | 14:59,83   |
| 7     | Schweiz     | Seraina Boner Laurien van der Graaff            | 15:03,55   |
| 8     | USA         | Sophie Caldwell Jessie Diggins                  | 15:03,63   |
| 9     | Slowenien   | Katja Višnar Nika Razinger                      | 15:11,96   |
| 10    | Finnland    | Riikka Sarasoja-Lilja Anne Kyllönen             | 15:12,47   |

Weltmeisterinnen 2013:  (Jessie Diggins – Kikkan Randall)
Olympiasiegerinnen 2014:  (Marit Bjørgen – Ingvild Flugstad Østberg)
Datum: 22. Februar 2015

### 10 km Freistil
| Platz | Sportlerin              | Zeit [min] |
| ----- | ----------------------- | ---------- |
| 1     | Charlotte Kalla         | 25:08,8    |
| 2     | Jessie Diggins          | 25:49,8    |
| 3     | Caitlin Gregg           | 25:55,7    |
| 4     | Maria Rydqvist          | 25:57,4    |
| 5     | Anouk Faivre Picon      | 26:04,0    |
| 6     | Nathalie von Siebenthal | 26:08,0    |
| 7     | Masako Ishida           | 26:11,3    |
| 8     | Kerttu Niskanen         | 26:13,4    |
| 9     | Seraina Boner           | 26:14,6    |
| 10    | Elizabeth Stephen       | 26:15,2    |
| …     | …                       | …          |
| 25    | Teresa Stadlober        | 27:14,9    |
| 42    | Claudia Nystad          | 28:35,2    |
| 43    | Stefanie Böhler         | 28:38,6    |
| 46    | Nicole Fessel           | 28:42,9    |
| 65    | Nathalie Schwarz        | 31:15,0    |

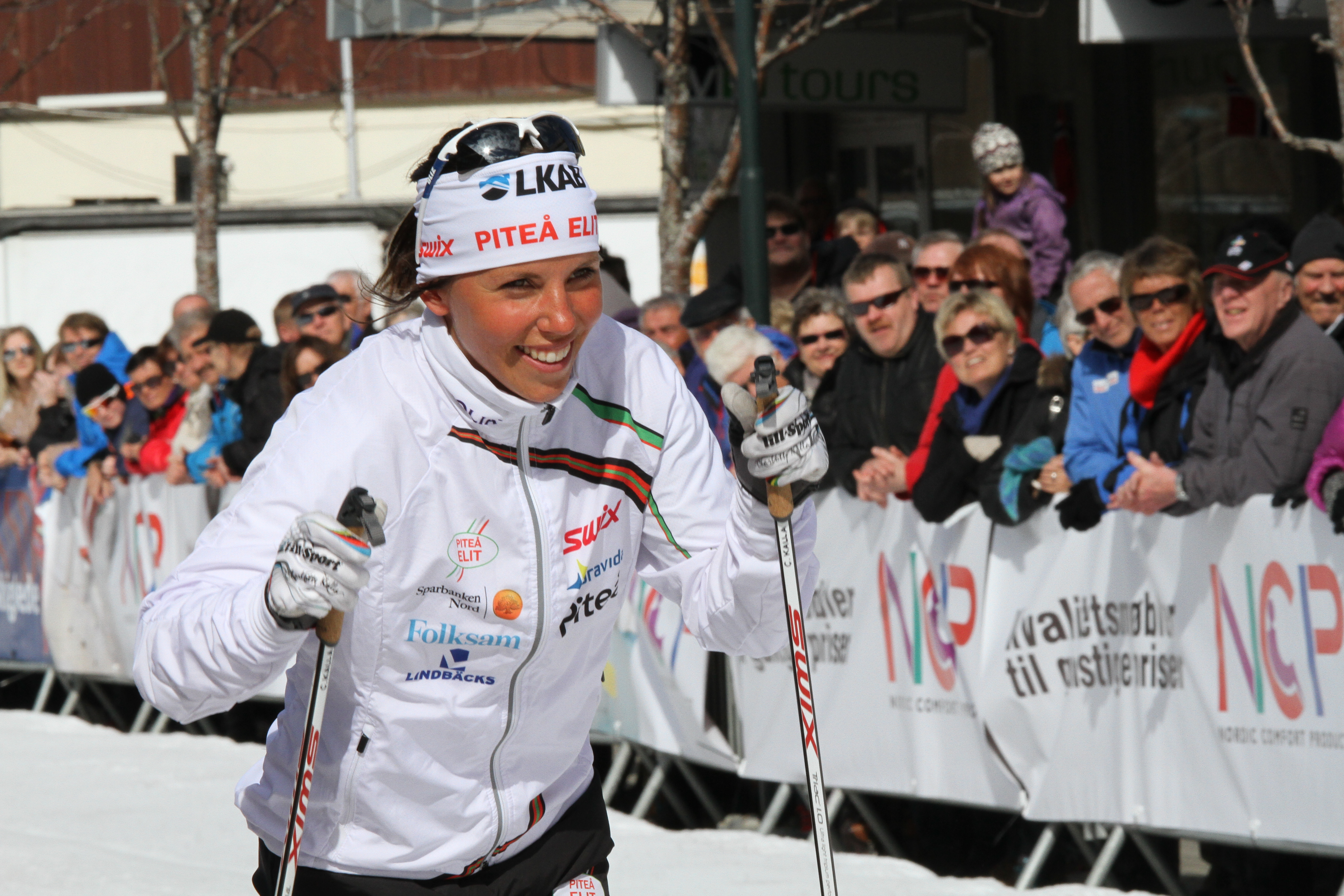
10-km-Weltmeisterin Charlotte Kalla

Weltmeisterin 2013 (Freistil):  Therese Johaug
Olympiasiegerin 2014 (klassisch):  Justyna Kowalczyk
Datum: 24. Februar 2015

### 15 km Skiathlon
| Platz | Sportlerin                 | Zeit [min] |
| ----- | -------------------------- | ---------- |
| 1     | Therese Johaug             | 40:57,6    |
| 2     | Astrid Uhrenholdt Jacobsen | 41:03,3    |
| 3     | Charlotte Kalla            | 41:03,6    |
| 4     | Kerttu Niskanen            | 42:03,3    |
| 5     | Sofia Bleckur              | 42:05,0    |
| 6     | Marit Bjørgen              | 42:30,8    |
| 7     | Heidi Weng                 | 42:38,9    |
| 8     | Riitta-Liisa Roponen       | 42:39,2    |
| 9     | Maria Rydqvist             | 42:40,8    |
| 10    | Eva Vrabcová-Nývltová      | 42:41,4    |
| …     | …                          | …          |
| 18    | Stefanie Böhler            | 43:32,5    |
| 21    | Teresa Stadlober           | 43:41,4    |
| 22    | Nathalie von Siebenthal    | 43:57,4    |
| 29    | Victoria Carl              | 44:47,5    |
| 33    | Sandra Ringwald            | 45:34,9    |
| 38    | Nathalie Schwarz           | 46:15,1    |

Weltmeisterin 2013:  Marit Bjørgen
Olympiasiegerin 2014:  Marit Bjørgen
Datum: 21. Februar 2015

### 30 km klassisch Massenstart
| Platz | Sportlern                | Zeit [h]  |
| ----- | ------------------------ | --------- |
| 1     | Therese Johaug           | 1:24:47,0 |
| 2     | Marit Bjørgen            | 1:25:39,3 |
| 3     | Charlotte Kalla          | 1:26:18,6 |
| 4     | Kerttu Niskanen          | 1:26:42,2 |
| 5     | Sofia Bleckur            | 1:26:56,3 |
| 6     | Stefanie Böhler          | 1:27:23,9 |
| 7     | Aino-Kaisa Saarinen      | 1:27:32,2 |
| 8     | Heidi Weng               | 1:27:32,7 |
| 9     | Eva Vrabcová-Nývltová    | 1:27:39,4 |
| 10    | Ingvild Flugstad Østberg | 1:27:48,1 |
| …     | …                        | …         |
| 13    | Teresa Stadlober         | 1:28:07,7 |
| 15    | Seraina Boner            | 1:28:24,0 |
| 23    | Nathalie von Siebenthal  | 1:30:36,8 |
| 29    | Victoria Carl            | 1:32:26,6 |
| 35    | Nathalie Schwarz         | 1:34:32,3 |

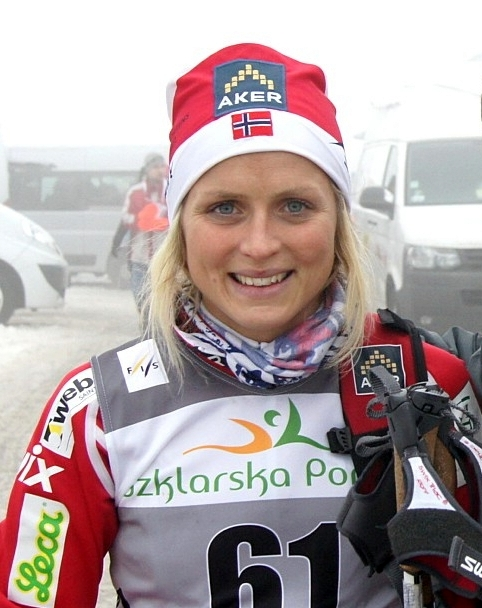
Therese Johaug – dreifache Weltmeisterin von Falun

Weltmeisterin 2013 (klassisch):  Marit Bjørgen
Olympiasiegerin 2014 (Freistil):  Marit Bjørgen
Datum: 28. Februar 2015

### 4 × 5-km-Staffel
| Platz | Land        | Sportlerinnen                                                                | Zeit [min] |
| ----- | ----------- | ---------------------------------------------------------------------------- | ---------- |
| 1     | Norwegen    | Heidi Weng Therese Johaug Astrid Uhrenholdt Jacobsen Marit Bjørgen           | 49:04,7    |
| 2     | Schweden    | Sofia Bleckur Charlotte Kalla Maria Rydqvist Stina Nilsson                   | 49:33,9    |
| 3     | Finnland    | Aino-Kaisa Saarinen Kerttu Niskanen Riitta-Liisa Roponen Krista Pärmäkoski   | 49:35,6    |
| 4     | USA         | Sadie Bjornsen Rosie Brennan Elizabeth Stephen Jessie Diggins                | 50:54,6    |
| 5     | Polen       | Kornelia Kubińska Justyna Kowalczyk Ewelina Marcisz Sylwia Jaśkowiec         | 50:57,0    |
| 6     | Deutschland | Victoria Carl Stefanie Böhler Denise Herrmann Nicole Fessel                  | 50:59,1    |
| 7     | Russland    | Anastassija Dozenko Alewtina Tanygina Natalja Schukowa Julija Tschekaljowa   | 51:44,4    |
| 8     | Frankreich  | Aurore Jéan Célia Aymonier Anouk Faivre Picon Coraline Thomas Hugue          | 52:12,7    |
| 9     | Italien     | Francesca Baudin Virginia De Martin Topranin Marina Piller Ilaria Debertolis | 53:05,6    |
| 10    | Slowenien   | Anamarija Lampič Katja Višnar Nika Razinger Lea Einfalt                      | 53:20,6    |
| 11    | Ukraine     | Kateryna Serdjuk Walentyna Schewtschenko Maryna Anzybor Kateryna Hryhorenko  | 54:03,7    |
| 12    | Kasachstan  | Anna Stojan Marina Matrossowa Olga Mandrika Anastassija Slonowa              | LPD        |
| 13    | Estland     | Triin Ojaste Laura Alba Tatjana Mannima Heidi Raju                           | LPD        |
| 14    | Australien  | Jessica Yeaton Aimee Watson Esther Bottomley Casey Wright                    | LPD        |

Weltmeisterinnen 2013:  Marit Bjørgen
Olympiasiegerinnen 2014:  Maiken Caspersen Falla
Datum: 26. Februar 2015
Die Staffeln ab Platz zwölf wurden nach Überrundung aus dem Rennen genommen.

## Resultate Skispringen Männer
Detaillierte Ergebnisse

### Einzel (Normalschanze)
| Platz | Sportler              | Weiten [m]   | Punkte |
| ----- | --------------------- | ------------ | ------ |
| 1     | Rune Velta            | 95,5 / 95,5  | 252,7  |
| 2     | Severin Freund        | 95,5 / 96,0  | 252,3  |
| 3     | Stefan Kraft          | 95,0 / 95,0  | 248,3  |
| 4     | Roman Koudelka        | 93,5 / 93,5  | 242,7  |
| 5     | Taku Takeuchi         | 93,0 / 93,0  | 241,6  |
| 6     | Anders Bardal         | 93,0 / 91,5  | 238,2  |
| 7     | Richard Freitag       | 91,5 / 90,5  | 233,7  |
| 8     | Jan Ziobro            | 91,5 / 91,5  | 228,6  |
| 9     | Anders Fannemel       | 92,0 / 89,0  | 227,6  |
| 10    | Marinus Kraus         | 90,5 / 91,0  | 227,1  |
| 11    | Andreas Wellinger     | 91,0 / 90,5  | 226,0  |
|       |                       |              |        |
| 14    | Gregor Deschwanden    | 88,5 / 94,0  | 223,0  |
| 16    | Simon Ammann          | 88,0 / 94,5  | 221,5  |
| 21    | Michael Hayböck       | 87,0 / 90,5  | 216,5  |
| 22    | Gregor Schlierenzauer | 89,0 / 88,5  | 215,9  |
| 27    | Thomas Diethart       | 88,0 / 89,5  | 209,5  |
|       |                       |              |        |
| 31    | Killian Peier         | 87,5 / 0---0 | 101,5  |
| 42    | Luca Egloff           | 83,5 / 0---0 | 092,1  |

Weltmeister 2013:  Anders Bardal
Olympiasieger 2014:  Kamil Stoch

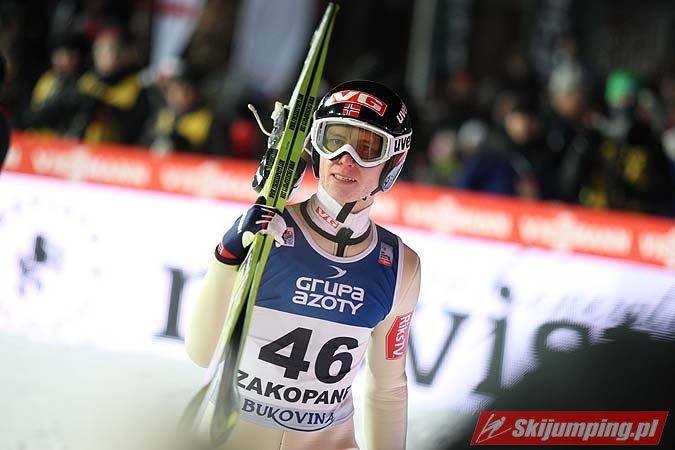
Mit hauchdünnem Vorsprung siegte Rune Velta im Wettbewerb von der Normalschanze und später auch mit seinem Team

Datum: 20. Februar 2015 (Qualifikation); 21. Februar 2015 (Finale)

### Einzel (Großschanze)
| Platz | Sportler              | Weiten [m]    | Punkte |
| ----- | --------------------- | ------------- | ------ |
| 1     | Severin Freund        | 134,0 / 135,5 | 268,7  |
| 2     | Gregor Schlierenzauer | 128,0 / 130,0 | 246,4  |
| 3     | Rune Velta            | 126,5 / 128,5 | 242,9  |
| 4     | Peter Prevc           | 134,0 / 125,5 | 241,8  |
| 5     | Stefan Kraft          | 125,0 / 125,5 | 237,7  |
| 6     | Anders Bardal         | 131,5 / 122,0 | 236,5  |
| 7     | Anders Fannemel       | 129,0 / 127,0 | 233,9  |
| 8     | Roman Koudelka        | 123,5 / 124,5 | 233,6  |
| 9     | Piotr Żyła            | 123,0 / 121,5 | 229,8  |
| 10    | Markus Eisenbichler   | 122,5 / 127,5 | 227,9  |
|       |                       |               |        |
| 14    | Michael Hayböck       | 125,0 / 119,5 | 221,0  |
| 15    | Richard Freitag       | 124,0 / 120,5 | 219,0  |
| 17    | Gregor Deschwanden    | 122,5 / 121,5 | 214,1  |
| 23    | Simon Ammann          | 125,0 / 114,0 | 199,5  |
| 30    | Killian Peier         | 117,0 / 108,5 | 172,4  |
|       |                       |               |        |
| 32    | Manuel Poppinger      | 115,5 / 0---0 | 091,1  |
| 44    | Luca Egloff           | 105,0 / 0---0 | 075,3  |
| DNS   | Andreas Wellinger     |               |        |

Weltmeister 2013:  Kamil Stoch
Olympiasieger 2014:  Kamil Stoch

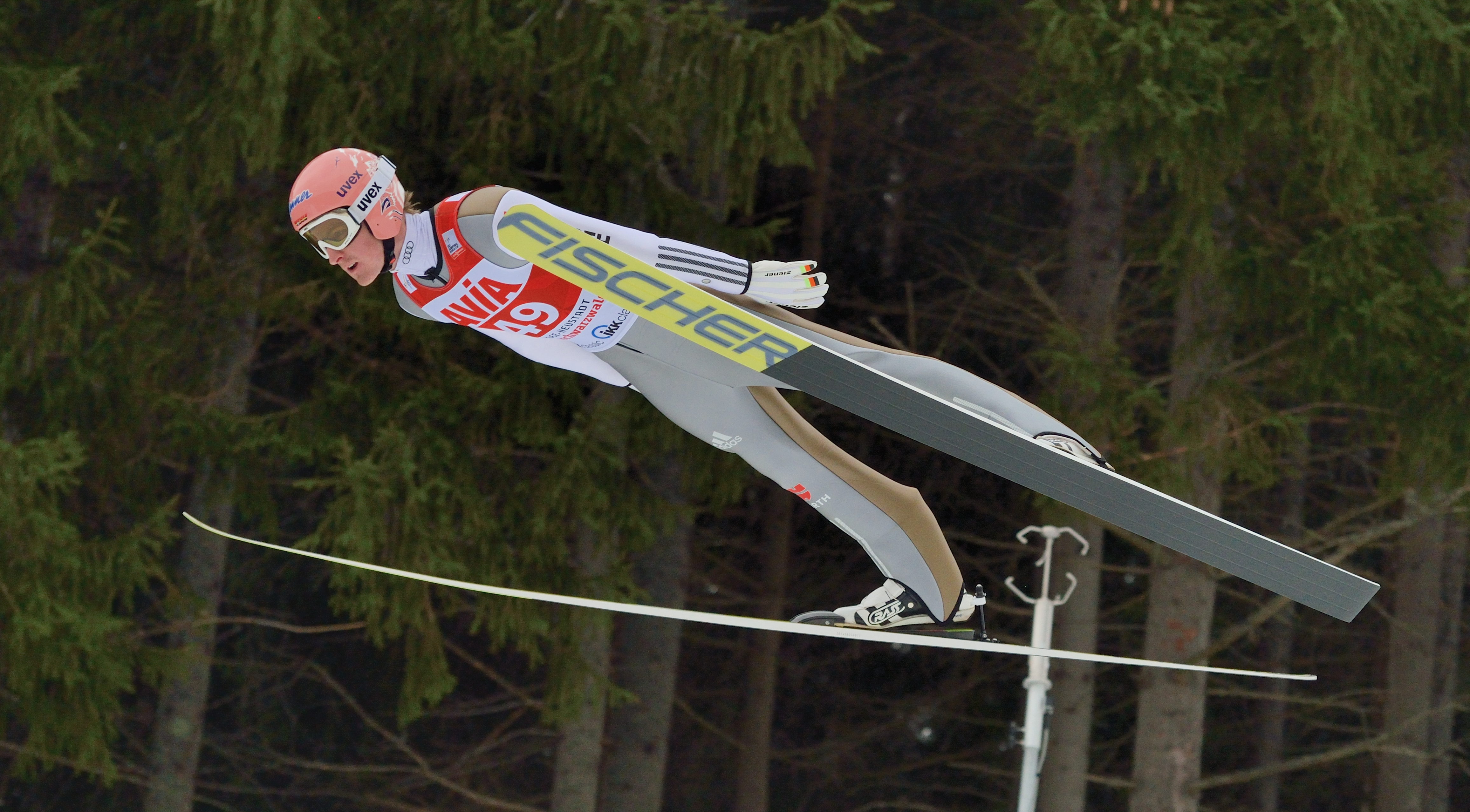
Severin Freund – Weltmeister von der Großschanze und mit seinem Mixed-Team, außerdem Vizeweltmeister von der Normalschanze

Datum: 25. Februar 2015 (Qualifikation); 26. Februar 2015 (Finale)

### Mannschaft (Großschanze)
| Platz | Land        | Sportler                                                                | Weiten [m]                                              | Punkte |
| ----- | ----------- | ----------------------------------------------------------------------- | ------------------------------------------------------- | ------ |
| 1     | Norwegen    | Anders Bardal Anders Jacobsen Anders Fannemel Rune Velta                | 125,0 / 125,5 125,0 / 123,0 126,5 / 127,5 124,0 / 121,0 | 872,6  |
| 2     | Österreich  | Stefan Kraft Michael Hayböck Manuel Poppinger Gregor Schlierenzauer     | 131,5 / 126,5 124,5 / 122,0 115,5 / 129,5 119,0 / 129,0 | 853,2  |
| 3     | Polen       | Piotr Żyła Klemens Murańka Jan Ziobro Kamil Stoch                       | 123,0 / 123,0 120,5 / 128,0 116,0 / 125,5 129,5 / 126,0 | 848,1  |
| 4     | Japan       | Junshirō Kobayashi Daiki Itō Taku Takeuchi Noriaki Kasai                | 122,0 / 121,0 120,5 / 122,5 126,0 / 128,0 127,0 / 122,0 | 831,2  |
| 5     | Deutschland | Michael Neumayer Markus Eisenbichler Richard Freitag Severin Freund     | 118,0 / 119,0 120,5 / 119,5 121,5 / 125,5 123,5 / 143,0 | 809,2  |
| 6     | Slowenien   | Jurij Tepeš Nejc Dežman Jernej Damjan Peter Prevc                       | 126,0 / 116,0 117,0 / 121,5 120,0 / 120,0 117,5 / 133,0 | 797,5  |
| 7     | Russland    | Denis Kornilow Ilmir Chasetdinow Dmitri Wassiljew Michail Maximotschkin | 114,0 / 114,0 124,5 / 104,5 115,0 / 126,5 121,5 / 110,0 | 703,5  |
| 8     | Tschechien  | Jakub Janda Lukáš Hlava Jan Matura Roman Koudelka                       | 114,0 / 113,5 104,5 / 113,5 122,5 / 122,0 116,0 / 120,5 | 692,0  |
|       |             |                                                                         |                                                         |        |
| 9     | Finnland    | Jarkko Määttä Lauri Asikainen Ville Larinto Janne Ahonen                | 124,0 / 0---0 107,5 / 0---0 111,5 / 0---0 109,0 / 0---0 | 328,5  |
| 10    | Schweiz     | Killian Peier Gregor Deschwanden Gabriel Karlen Simon Ammann            | 110,5 / 0---0 111,5 / 0---0 94,5 / 0---0 127,0 / 0---0  | 314,2  |
| 11    | Südkorea    | Choi Heung-chul Kim Hyun-ki Kang Chil-gu Choi Seou                      | 105,5 / 0---0 95,5 / 0---0 103,0 / 0---0 112,5 / 0---0  | 253,2  |
| 12    | Italien     | Daniele Varesco Sebastian Colloredo Davide Bresadola Federico Cecon     | 094,0 / 0---0 101,0 /0 ---0 108,0 / 0---0 97,0 / 0---0  | 214,7  |
| 13    | Schweden    | Simon Eklund Jonas Sandell Christian Inngjerdingen Carl Nordin          | 085,5 / 0---0 85,5 / 0---0 94,0 / 0---0 97,0 / 0---0    | 144,5  |

Weltmeister 2013:  (Wolfgang Loitzl, Manuel Fettner, Thomas Morgenstern, Gregor Schlierenzauer)

Olympiasieger 2014:  (Andreas Wank, Marinus Kraus, Andreas Wellinger, Severin Freund)
Datum: 28. Februar 2015

## Resultat Skispringen Frauen
Detaillierte Ergebnisse

### Einzel (Normalschanze)
| Platz | Sportlerin                 | Weiten [m]  | Punkte |
| ----- | -------------------------- | ----------- | ------ |
| 1     | Carina Vogt                | 91,5 / 92,5 | 236,9  |
| 2     | Yūki Itō                   | 89,0 / 93,0 | 235,1  |
| 3     | Daniela Iraschko-Stolz     | 92,5 / 89,0 | 233,8  |
| 4     | Sara Takanashi             | 90,0 / 93,0 | 228,3  |
| 5     | Taylor Henrich             | 90,5 / 91,0 | 227,9  |
| 6     | Sarah Hendrickson          | 87,0 / 91,0 | 226,4  |
| 7     | Jacqueline Seifriedsberger | 89,0 / 90,5 | 225,6  |
| 8     | Eva Pinkelnig              | 89,0 / 89,5 | 223,8  |
| 9     | Jessica Jerome             | 86,5 / 90,5 | 219,4  |
| 10    | Špela Rogelj               | 87,0 / 88,5 | 217,9  |
|       |                            |             |        |
| 14    | Juliane Seyfarth           | 85,0 / 90,0 | 212,5  |
| 16    | Chiara Hölzl               | 88,5 / 87,5 | 211,3  |
| 17    | Katharina Althaus          | 85,0 / 88,0 | 210,2  |
| 22    | Ulrike Gräßler             | 84,5 / 85,5 | 203,7  |

Weltmeisterin 2013:  Sarah Hendrickson
Olympiasiegerin 2014:  Carina Vogt

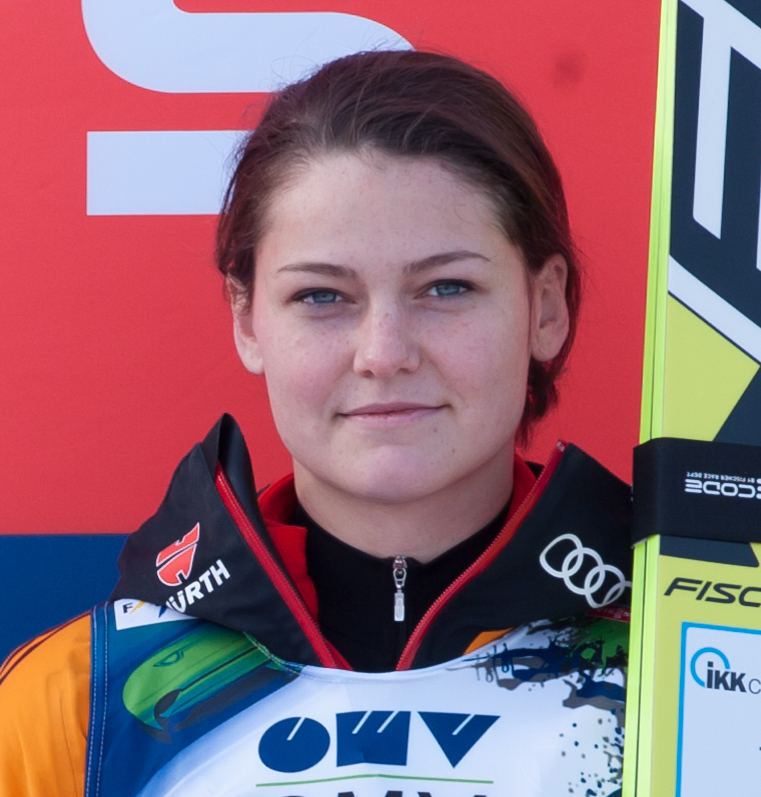
Nach dem Olympiasieg im Vorjahr nun auch der WM-Titel und dazu noch Gold im Mixed-Team für Carina Vogt

Datum: 19. Februar 2015 (Qualifikation); 20. Februar 2015 (Finale)

## Resultat Skispringen Mixed
Detaillierte Ergebnisse

### Mannschaft (Normalschanze)
| Platz | Land        | Sportler                                                                       | Weiten [m]                                          | Punkte |
| ----- | ----------- | ------------------------------------------------------------------------------ | --------------------------------------------------- | ------ |
| 1     | Deutschland | Carina Vogt Richard Freitag Katharina Althaus Severin Freund                   | 93,5 / 92,0 91,0 / 92,5 97,0 / 96,0                 | 917,9  |
| 2     | Norwegen    | Line Jahr Anders Bardal Maren Lundby Rune Velta                                | 93,5 / 90,5 92,5 / 89,5 95,0 / 91,5 95,0 / 95,5     | 915,6  |
| 3     | Japan       | Sara Takanashi Noriaki Kasai Yūki Itō Taku Takeuchi                            | 96,5 / 93,0 90,0 / 88,5 88,5 / 90,5 95,0 / 93,5     | 888,3  |
| 4     | Österreich  | Daniela Iraschko-Stolz Michael Hayböck Jacqueline Seifriedsberger Stefan Kraft | 95,5 / 92,5 83,0 / 87,5 96,5 / 90,0 91,0 / 95,0     | 869,5  |
| 5     | Slowenien   | Maja Vtič Nejc Dežman Špela Rogelj Peter Prevc                                 | 88,5 / 85,5 90,0 / 86,5 90,5 / 92,5 95,5 / 94,5     | 868,4  |
| 6     | Russland    | Irina Awwakumowa Ilmir Chasetdinow Sofja Tichonowa Michail Maximotschkin       | 88,0 / 91,5 83,5 / 85,0 87,0 / 89,0 84,5 / 86,5     | 791,8  |
| 7     | USA         | Nita Englund Nicholas Alexander Sarah Hendrickson William Rhoads               | 94,0 / 87,5 82,5 / 90,5 98,5 / 94,0 78,5 / 83,0     | 789,3  |
| 8     | Frankreich  | Léa Lemare Ronan Lamy Chappuis Julia Clair Vincent Descombes Sevoie            | 82,5 / 83,0 84,0 / 86,0 88,0 / 86,5 91,0 / 85,0     | 773,2  |
|       |             |                                                                                |                                                     |        |
| 9     | Italien     | Elena Runggaldier Sebastian Colloredo Evelyn Insam Davide Bresadola            | 84,0 / 0---0 83,5 / 0---0 86,0 / 0---0 91,5 / 0---0 | 374,5  |
| 10    | Finnland    | Julia Kykkänen Jarkko Määttä Susanna Forsström Janne Ahonen                    | 86,0 / 0---0 87,5 / 0---0 76,5 / 0---0 89,0 / 0---0 | 369,5  |
| 11    | Tschechien  | Michaela Doleželová Viktor Polášek Barbora Blažková Jan Matura                 | 85,0 / 0---0 84,0 / 0---0 80,5 / 0---0 84,0 / 0---0 | 351,2  |

Weltmeister 2013:  (Yūki Itō, Daiki Itō, Sara Takanashi, Taku Takeuchi)

bei den Olympischen Spielen 2014 nicht im Programm
Datum: 22. Februar 2015

## Resultate Nordische Kombination Männer

### Einzel (Normalschanze/10 km)

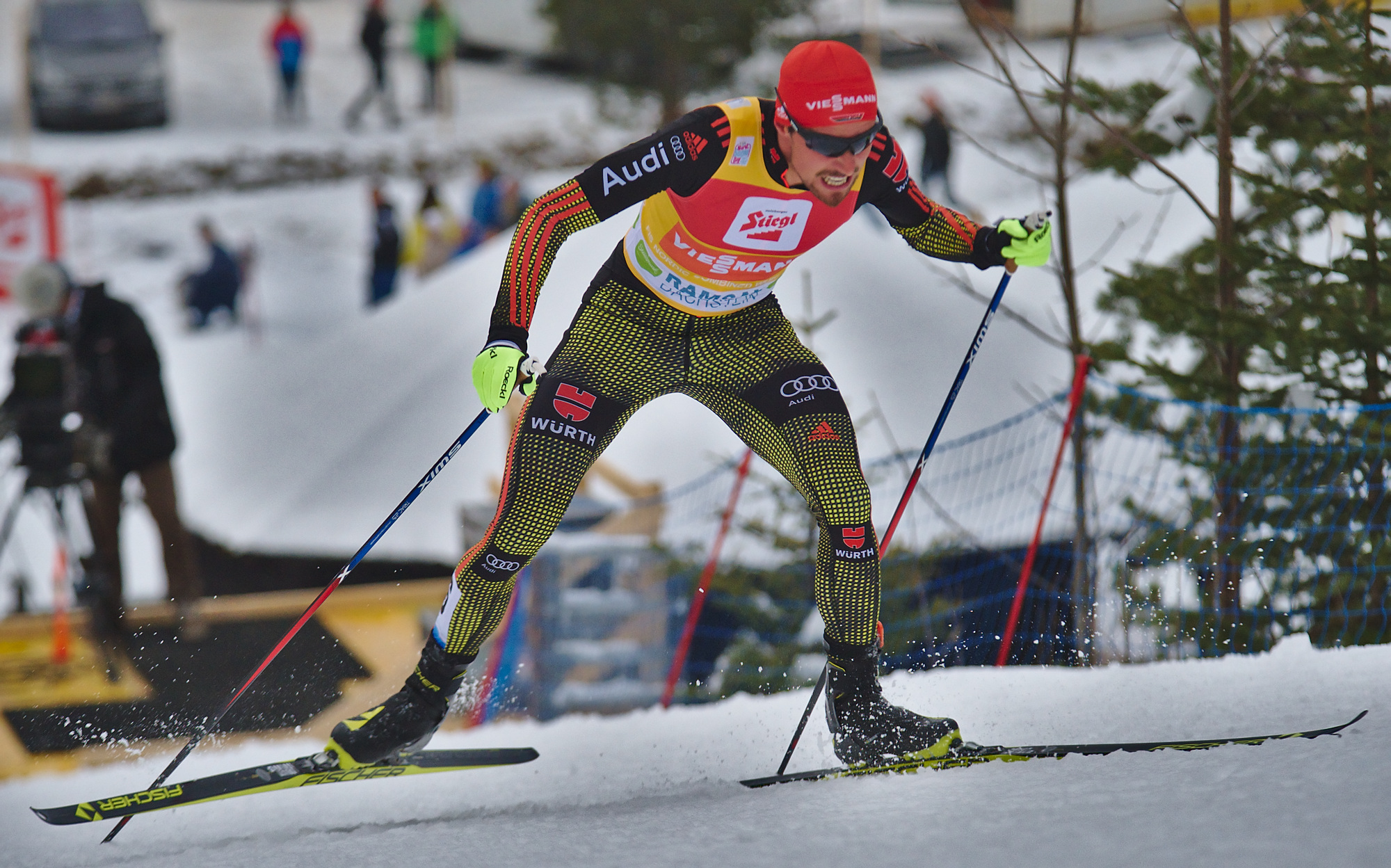
Johannes Rydzek errang seinen ersten WM-Titel und siegte später auch im Teamwettbewerb

| Platz | Sportler            | Sprung Pkte. / Pl. | Lauf Zeit / Pl. | Zeit [min] |
| ----- | ------------------- | ------------------ | --------------- | ---------- |
| 1     | Johannes Rydzek     | 113,8 / 05         | 26:07,9 / 04    | 26:38,9    |
| 2     | Alessandro Pittin   | 102,5 / 12         | 25:24,2 / 01    | 26:40,2    |
| 3     | Jason Lamy Chappuis | 115,4 / 03         | 26:18,9 / 11    | 26:43,9    |
| 4     | Eric Frenzel        | 121,6 / 01         | 26:45,0 / 20    | 26:45,0    |
| 5     | Håvard Klemetsen    | 112,9 / 06         | 26:13,5 / 08    | 26:48,5    |
| 6     | Akito Watabe        | 114,8 / 04         | 26:24,1 / 14    | 26:51,1    |
| 7     | Yoshito Watabe      | 116,4 / 02         | 26:32,3 / 17    | 26:53,3    |
| 8     | Jørgen Graabak      | 106,4 / 11         | 26:30,5 / 15    | 27:31,5    |
| 9     | Fabian Rießle       | 099,4 / 23         | 26:08,6 / 05    | 27:37,6    |
| 10    | Bernhard Gruber     | 100,5 / 17         | 26:14,4 / 09    | 27:38,4    |
|       |                     |                    |                 |            |
| 14    | Philipp Orter       | 098,9 / 24         | 26:11,1 / 06    | 27:42,1    |
| 15    | Lukas Klapfer       | 089,5 / 40         | 25:38,2 / 02    | 27:46,2    |
| 20    | Tino Edelmann       | 107,6 / 09         | 27:22,5 / 30    | 28:18,5    |
| 27    | Tim Hug             | 100,4 / 18         | 27:23,4 / 31    | 28:48,4    |
| 28    | Wilhelm Denifl      | 091,6 / 36         | 26:49,8 / 22    | 28:49,8    |

Weltmeister 2013:  Jason Lamy Chappuis
Olympiasieger 2014:  Eric Frenzel
Datum: 20. Februar 2015

### Einzel (Großschanze/10 km)

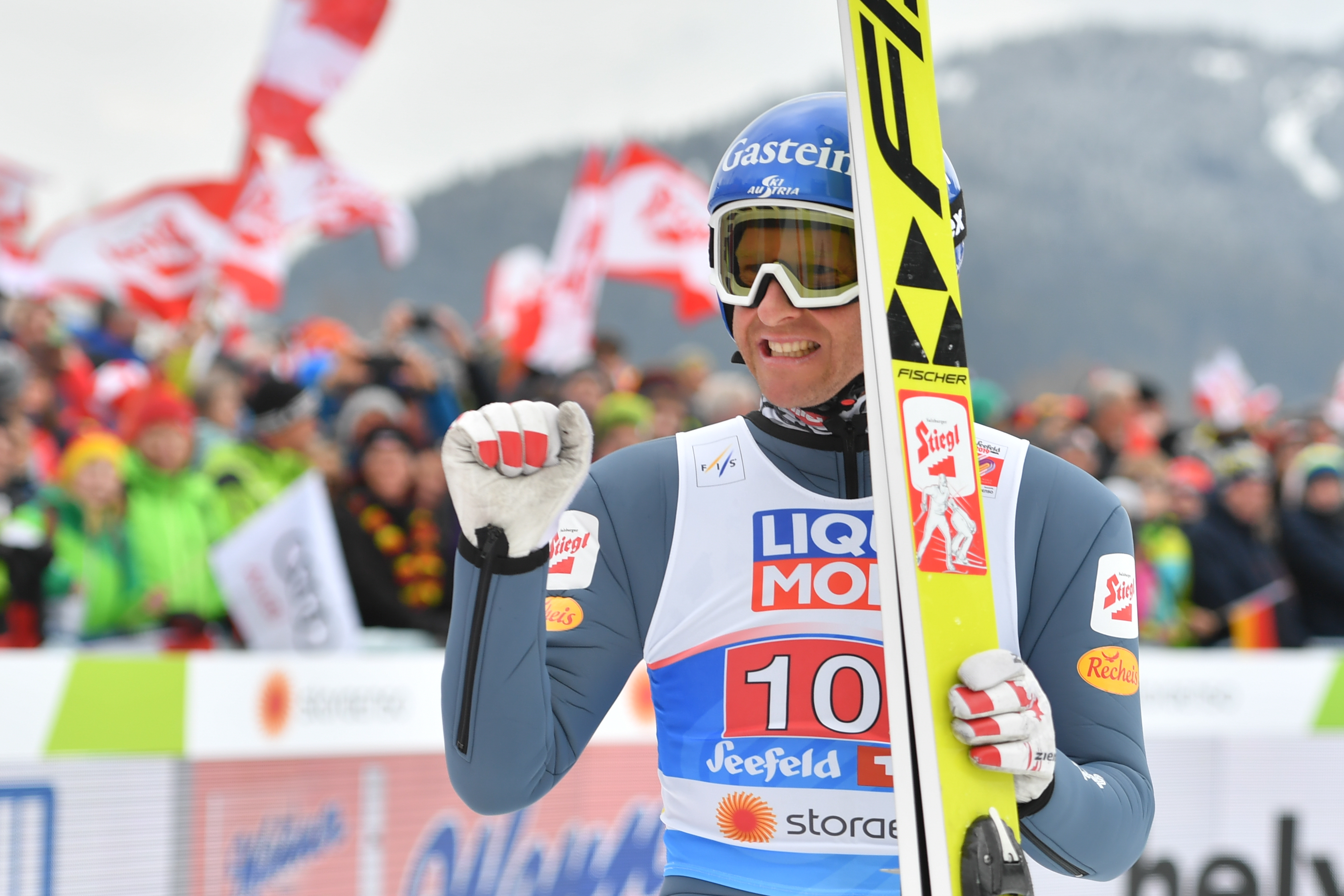
Nach zweimal Mannschaftsgold errang Bernhard Gruber nun auch Einzelgold

| Platz | Sportler            | Sprung Pkte. / Pl. | Lauf Zeit / Pl. | Zeit [min] |
| ----- | ------------------- | ------------------ | --------------- | ---------- |
| 1     | Bernhard Gruber     | 119,8 / 01         | 22:45,8 / 15    | 22:45,8    |
| 2     | François Braud      | 118,0 / 03         | 22:50,7 / 16    | 22:57,7    |
| 3     | Johannes Rydzek     | 107,1 / 16         | 22:09,7 / 03    | 23:00,7    |
| 4     | Magnus Moan         | 108,1 / 14         | 22:13,9 / 04    | 23:00,9    |
| 5     | Bryan Fletcher      | 108,7 / 13         | 22:25,2 / 08    | 23:09,2    |
| 6     | Jason Lamy Chappuis | 118,5 / 02         | 23:07,8 / 23    | 23:12,8    |
| 7     | Akito Watabe        | 111,8 / 09         | 22:44,1 / 14    | 23:16,1    |
| 8     | Sébastien Lacroix   | 105,8 / 19         | 22:20,7 / 07    | 23:16,7    |
| 9     | Tino Edelmann       | 110,4 / 10         | 22:39,3 / 12    | 23:17,3    |
| 10    | Eric Frenzel        | 113,8 / 06         | 22:53,3 / 17    | 23:17,3    |
|       |                     |                    |                 |            |
| 12    | Fabian Rießle       | 100,8 / 25         | 22:06,1 / 02    | 23:22,1    |
| 13    | Sepp Schneider      | 103,5 / 23         | 22:17,7 / 05    | 23:22,7    |
| 15    | Tim Hug             | 108,1 / 14         | 22:43,4 / 13    | 23:30,4    |
| 19    | Christoph Bieler    | 112,5 / 08         | 23:16,1 / 27    | 23:45,1    |
| 21    | Lukas Klapfer       | 103,4 / 24         | 23:05,1 / 21    | 22:45,8    |
| 23    | Björn Kircheisen    | 100,6 / 26         | 23:00,5 / 20    | 24:17,5    |

Weltmeister 2013:  Eric Frenzel
Olympiasieger 2014:  Jørgen Graabak
Datum: 26. Februar 2015

### Mannschaft (Normalschanze/4 × 5 km)
| Platz | Land        | Sportler                                                             | Zeit [min] |
| ----- | ----------- | -------------------------------------------------------------------- | ---------- |
| 1     | Deutschland | Tino Edelmann Eric Frenzel Fabian Rießle Johannes Rydzek             | 44:20,7    |
| 2     | Norwegen    | Magnus Moan Håvard Klemetsen Mikko Kokslien Jørgen Graabak           | 44:43,8    |
| 3     | Frankreich  | François Braud Maxime Laheurte Sébastien Lacroix Jason Lamy Chappuis | 45:00,3    |
| 4     | Italien     | Armin Bauer Lukas Runggaldier Samuel Costa Alessandro Pittin         | 45:30,8    |
| 5     | Österreich  | Philipp Orter Lukas Klapfer Bernhard Gruber Sepp Schneider           | 45:31,2    |
| 6     | Japan       | Taihei Katō Yoshito Watabe Hideaki Nagai Akito Watabe                | 45:32,2    |
| 7     | USA         | Bryan Fletcher Taylor Fletcher Adam Loomis Bill Demong               | 46:58,5    |
| 8     | Tschechien  | Tomáš Portyk Petr Kutal Lukáš Rypl Miroslav Dvořák                   | 48:07,1    |
| 9     | Finnland    | Leevi Mutru Eetu Vähäsöyrinki Ilkka Herola Jim Härtull               | 48:28,7    |
| 10    | Estland     | Kail Piho Kristjan Ilves Karl-August Tiirmaa Han-Hendrik Piho        | 49:46,5    |

Weltmeister 2013:  (François Braud, Maxime Laheurte, Sébastien Lacroix, Jason Lamy Chappuis)

Olympiasieger 2014:  (Magnus Moan, Håvard Klemetsen, Magnus Krog, Jørgen Graabak)
Datum: 22. Februar 2015

### Team-Sprint (Großschanze/2 × 7,5 km)

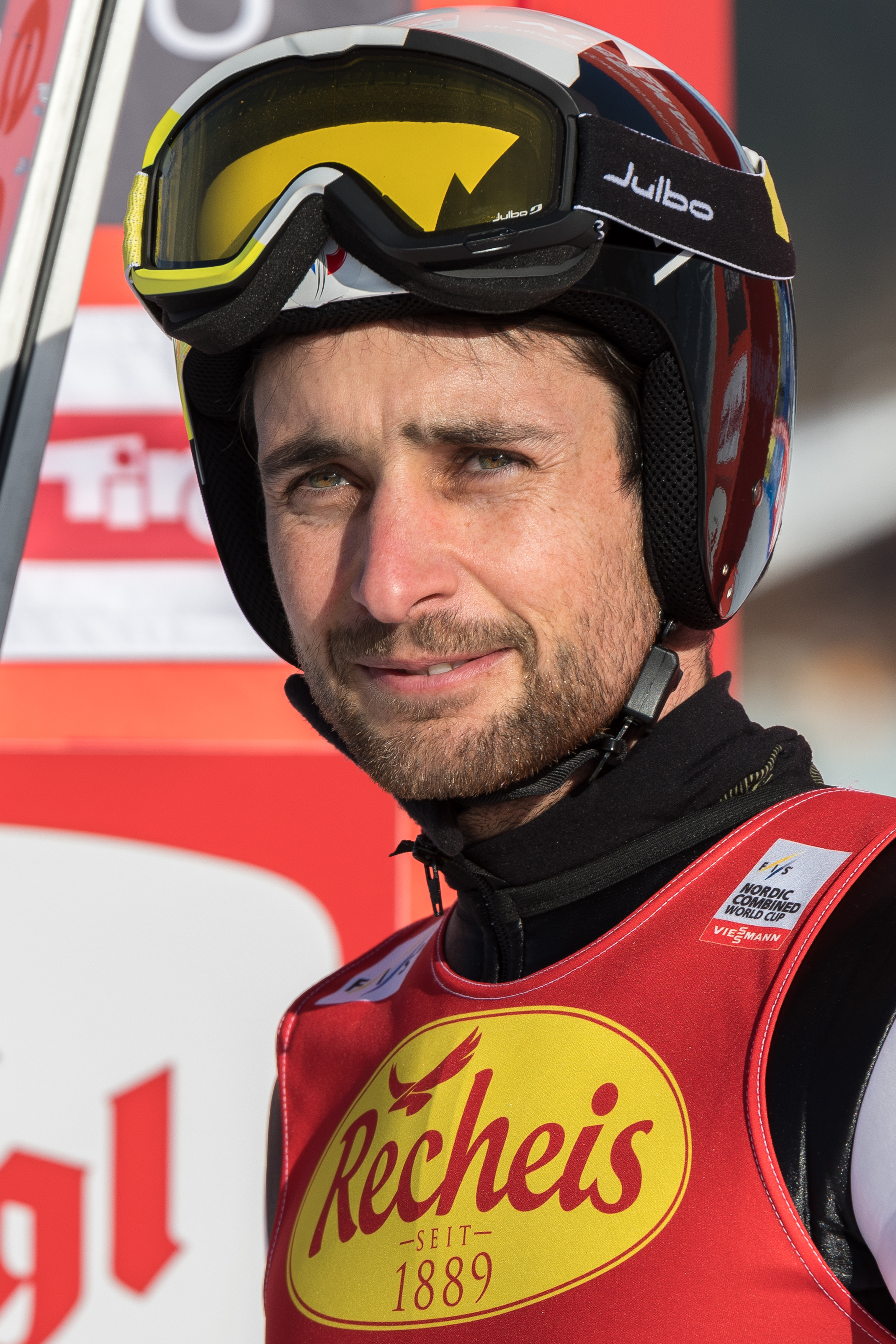
Jason Lamy Chappuis
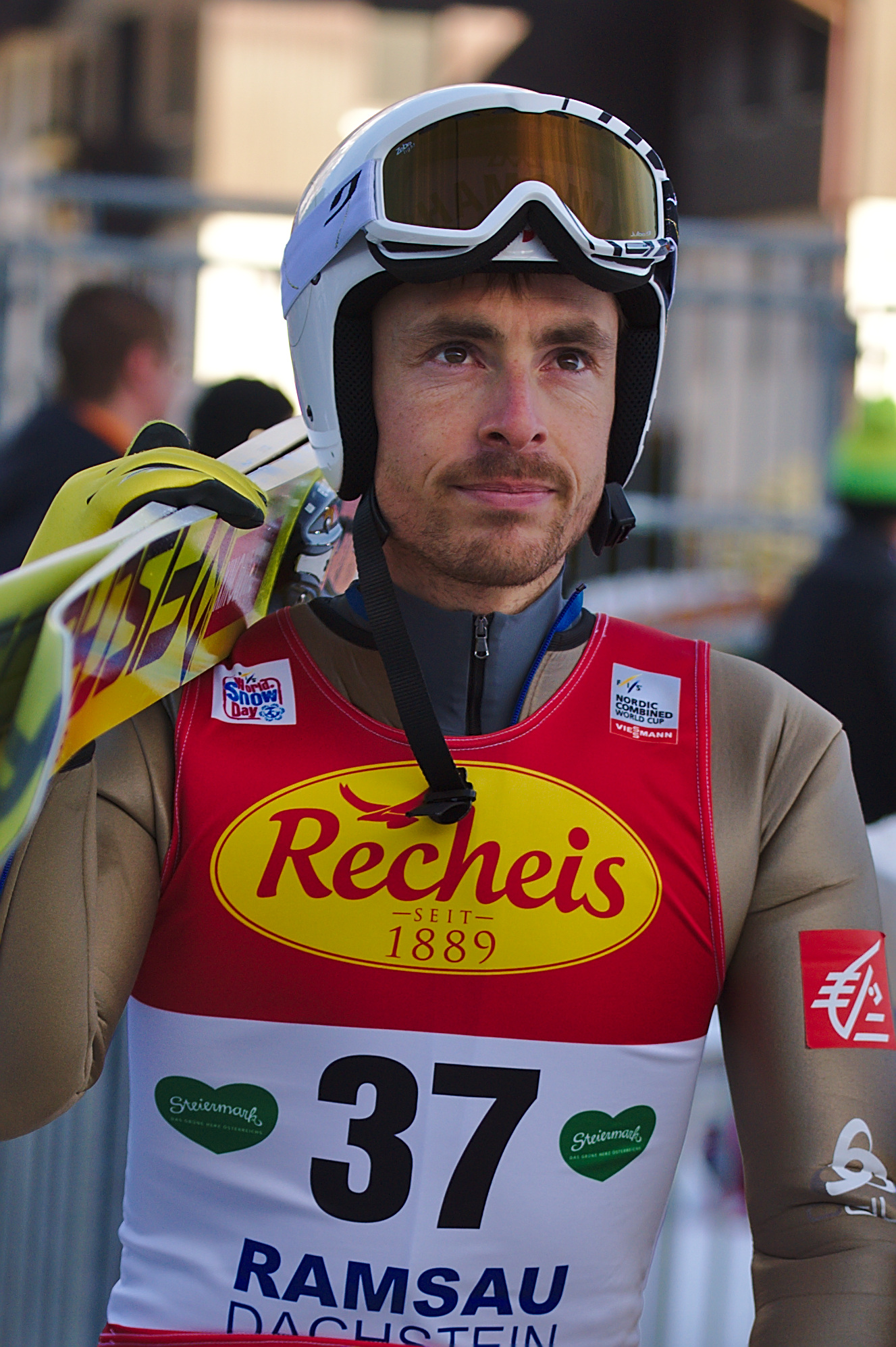
François Braud

| Platz | Land        | Sportler                           | Zeit [min] |
| ----- | ----------- | ---------------------------------- | ---------- |
| 1     | Frankreich  | François Braud Jason Lamy Chappuis | 38:31,6    |
| 2     | Deutschland | Eric Frenzel Johannes Rydzek       | 38:34,3    |
| 3     | Norwegen    | Magnus Moan Håvard Klemetsen       | 38:51,0    |
| 4     | Finnland    | Ilkka Herola Jim Härtull           | 39:35,8    |
| 5     | Italien     | Samuel Costa Alessandro Pittin     | 39:50,3    |
| 6     | Japan       | Yoshito Watabe Akito Watabe        | 39:57,3    |
| 7     | Österreich  | Sepp Schneider Bernhard Gruber     | 40:12,5    |
| 8     | Tschechien  | Tomáš Portyk Miroslav Dvořák       | 40:22,0    |
| 9     | USA         | Bryan Fletcher Taylor Fletcher     | 40:31,5    |
| 10    | Slowenien   | Marjan Jelenko Gašper Berlot       | 42:05,8    |

Weltmeister 2013:  (Sébastien Lacroix – Jason Lamy Chappuis)
2014 nicht im olympischen Programm
Datum: 28. Februar 2015